# Раґгу
Раґгу (Раґху, Раґу) (д/н — бл. 435) — дхармамагараджахіраджа держави Кадамба в 415—435 роках.

## Життєпис
Старший син дхармамагараджахіраджи Бхагерата. Спадкував владу 415 року. Однідослідникивважають, що
цей володар проводив активну зовнішню політику, про що свідчать написи, де зазначається: Раґгу «скорив своїх ворогів своєю хоробрістю». Втім інші тлумачить це так, що Раґгу придушив повстання місцевих раджей, які прагнули отримати незалежність після смерті Бхагірата. З написів Вакатака виходить, що Кадамба в цей час знову визнала зверхність магараджи Сарвасени II.
Йому спадкував молодший брат Какустхаварма.